# Steinbach (Feuchtwangen)
Steinbach ([ˈʃtaɪ̯nˌbax] ) ist ein Gemeindeteil der Stadt Feuchtwangen im Landkreis Ansbach (Mittelfranken, Bayern). Steinbach liegt in der Gemarkung Vorderbreitenthann.

## Geografie
Das Dorf liegt am Aichabach, der mit dem Wüstenbach zum Schönbach zusammenfließt, einem linken Zufluss der Sulzach. 0,5 km südwestlich des Ortes liegen das Waldgebiet Hart und das Wasenfeld, 0,5 km südlich der Kreuzschlag, 0,5 km südöstlich die Espan und das Elbersrother Feld. Eine Gemeindeverbindungsstraße führt nach Rißmannschallbach (1,5 km südlich) bzw. die Kreisstraße AN 37 kreuzend nach Charhof (1,6 km nordöstlich). Weitere Gemeindeverbindungsstraßen führen nach Tauberschallbach (1,2 km westlich) und zu einer Gemeindeverbindungsstraße (0,5 km nordöstlich), die zur AN 37 (0,05 km nördlich) bzw. nach Wiegelshof verläuft (2,3 km südöstlich).

## Geschichte
Steinbach lag im Fraischbezirk des ansbachischen Oberamtes Feuchtwangen. Im Jahr 1732 bestand der Ort aus 19 Anwesen und 1 Gemeindehirtenhaus. Grundherren waren
- feuchtwangische Ämter:
  - Stiftsverwalteramt Feuchtwangen: 3 Anwesen,
  - Stadtvogteiamt Feuchtwangen: 2 Anwesen,
  - Pfarrei Sinbronn: 1 Anwesen;
- das Hochstift Eichstätt:
  - Kastenamt Herrieden: 2 Höfe, 1 Gut,
  - Stiftskapitel Herrieden: 2 Güter,
  - Kapellenstiftung Windshofen: 1 Gütlein;
- die Reichsstadt Dinkelsbühl: 4 Gütlein;
- das Rittergut Assumstadt und Züttlingen (von Ellrichshausen): 1 Anwesen;
- das Rittergut Wiesethbruck (Vogtamt der Schenken zu Geyern zu Syburg): 1 Anwesen;
- das Rittergut Thann (von Campo): 1 Anwesen.[5]

An diesen Verhältnissen änderte sich bis zum Ende des Alten Reiches  nichts. Von 1797 bis 1808 unterstand der Ort dem Justiz- und Kammeramt Feuchtwangen.
Mit dem Gemeindeedikt (frühes 19. Jahrhundert) wurde Steinbach dem Steuerdistrikt Tauberschallbach und der Ruralgemeinde Vorderbreitenthann zugeordnet. Im Zuge der Gebietsreform in Bayern wurde diese am 1. Januar 1972 nach Feuchtwangen eingemeindet.

## Einwohnerentwicklung
| Jahr      | 001818 | 001840 | 001861 | 001871 | 001885 | 001900 | 001925 | 001950 | 001961 | 001970 | 001987 |
| Einwohner | 133    | 121    | 126    | 134    | 129    | 128    | 136    | 179    | 139    | 113    | 102    |
| Häuser    | 24     | 25     |        |        | 27     | 27     | 27     | 28     | 28     |        | 31     |
| Quelle    | [ 9 ]  | [ 10 ] | [ 11 ] | [ 12 ] | [ 13 ] | [ 14 ] | [ 15 ] | [ 16 ] | [ 17 ] | [ 18 ] | [ 1 ]  |

## Religion
Der Ort ist seit der Reformation evangelisch-lutherisch geprägt und bis heute nach Feuchtwangen gepfarrt. Die Einwohner römisch-katholischer Konfession waren ursprünglich nach Mariä Sieben Schmerzen (Weinberg) gepfarrt, heute ist die Pfarrei St. Ulrich und Afra (Feuchtwangen) zuständig.